# Lom u Stříbra
Lom u Stříbra (německy Lohm bei Mies) je vesnice, část obce Benešovice v okrese Tachov v Plzeňském kraji. Nachází se asi tři kilometry severozápadně od Benešovic. Prochází tudy železniční trať Svojšín–Bor, po které již osobní vlaky pravidelně nejezdí. Lom u Stříbra je také název katastrálního území o rozloze 6,93 km².

## Historie
První písemná zmínka o vesnici pochází z roku 1115.

## Obyvatelstvo
| Rok            | 1869 | 1880 | 1890 | 1900 | 1910 | 1921 | 1930 | 1950 | 1961 | 1970 | 1980 | 1991 | 2001 | 2011 | 2021 |
| -------------- | ---- | ---- | ---- | ---- | ---- | ---- | ---- | ---- | ---- | ---- | ---- | ---- | ---- | ---- | ---- |
| Počet obyvatel | 399  | 415  | 440  | 456  | 465  | 446  | 455  | 139  | 143  | 113  | 67   | 46   | 36   | 46   | 60   |
| Počet domů     | 69   | 79   | 79   | 81   | 80   | 74   | 81   | 52   | 36   | 31   | 26   | 23   | 25   | 21   | 33   |

## Obecní správa
Při sčítání lidu v letech 1850–1962 Lom u Stříbra byl samostatnou obcí v okrese Stříbro. V letech 1963–1980 byl částí obce Benešovice v okrese Tachov. Od 1. července 1980 do 31. prosince 2001 byl částí města Stříbro v okrese Tachov. Od 1. ledna 2002 je opět částí obce Benešovice v okrese Tachov.

## Další fotografie

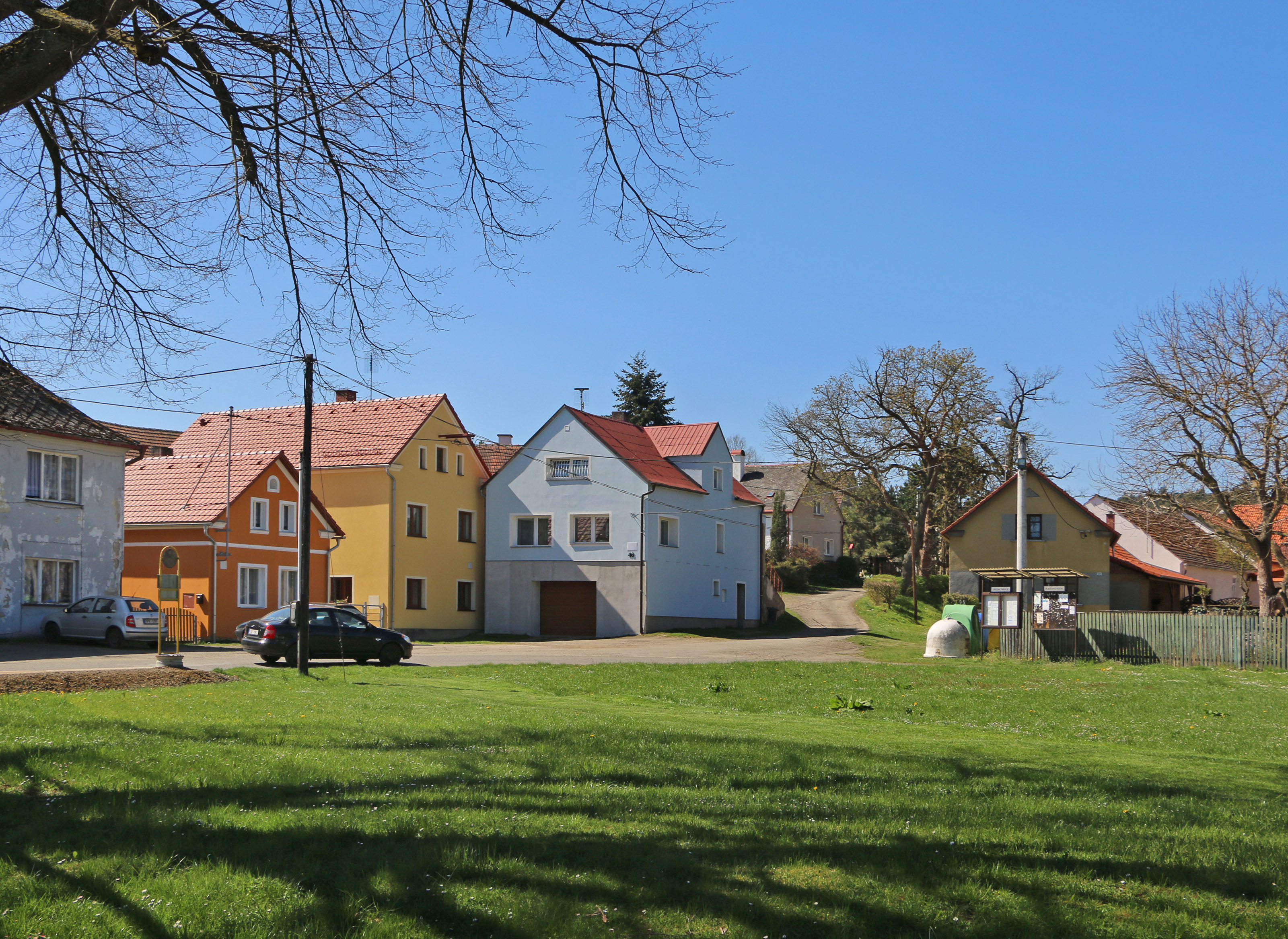
Náves
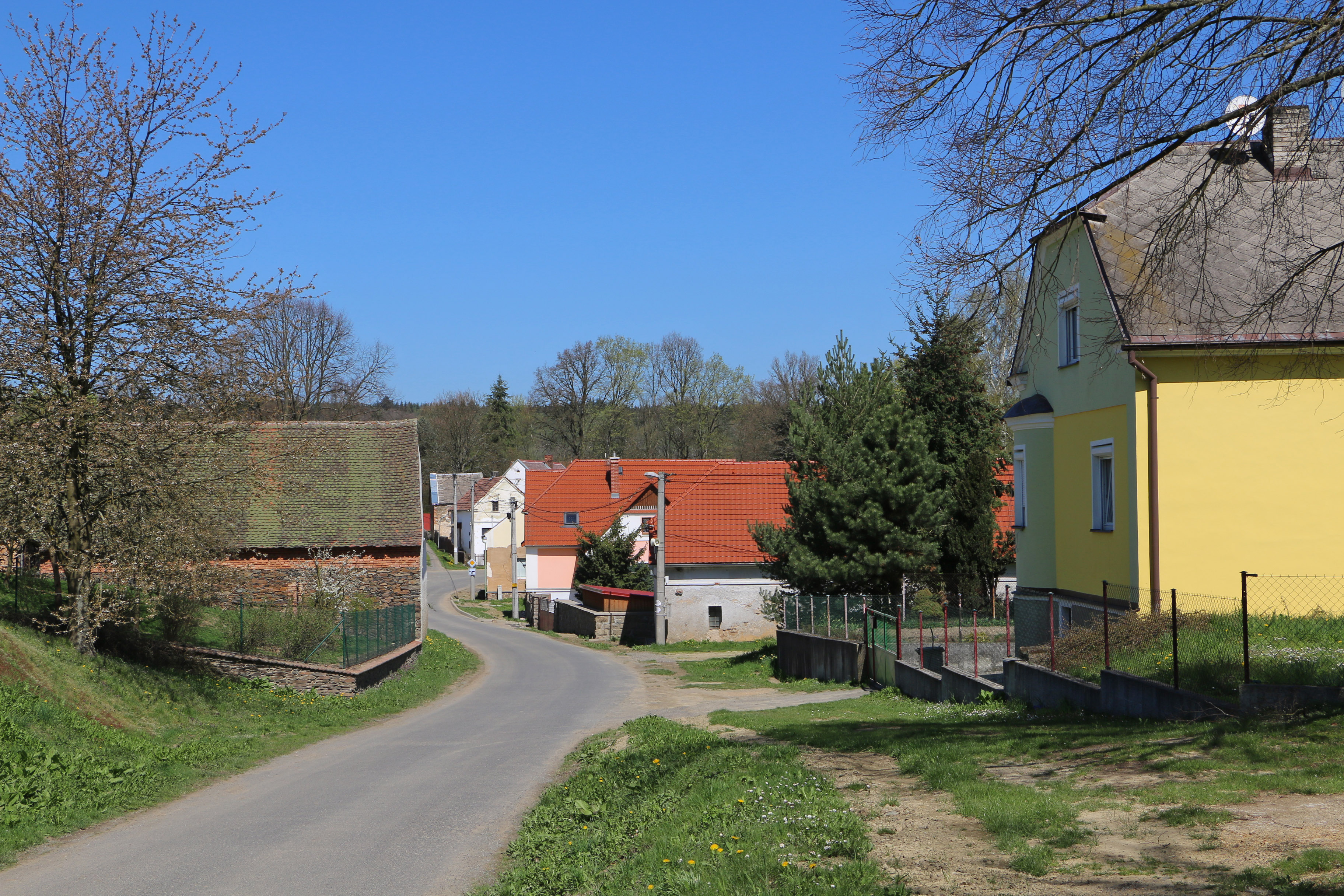
Jižní část vesnice
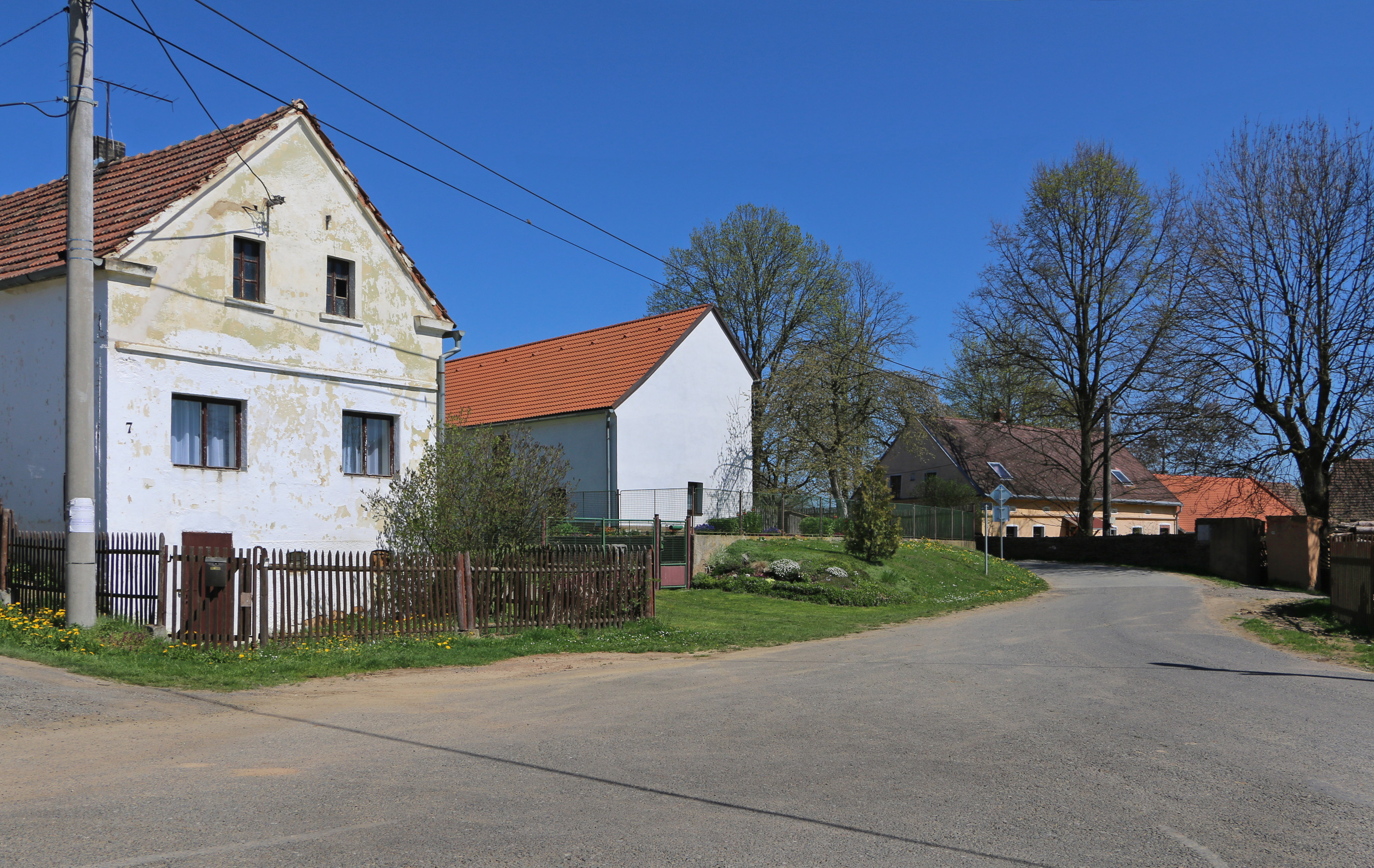
Silnice ke Svojšínu